# مارک بارهام
مارک فرانسیس بارهام (به انگلیسی: Mark Francis Barham) (زادهٔ ۱۲ ژوئیهٔ ۱۹۶۲) بازیکن فوتبال اهل کشور انگلستان بود که سابقهٔ بازی در تیم ملی فوتبال انگلستان را در کارنامهٔ خود دارد. وی در تاریخ ۱۲ ژوئن ۱۹۸۳ نخستین بازی ملی خود را در مقابل تیم ملی فوتبال استرالیا انجام داد و با حضور در ۲ بازی ملی، در تاریخ ۱۵ ژوئن ۱۹۸۳ واپسین بازی ملی‌اش را در برابر تیم ملی فوتبال استرالیا برگزار کرد.